# 北川道路
北川道路（きたがわどうろ）は、地域高規格道路E55阿南安芸自動車道の高知県安芸郡北川村安倉 - 同村柏木間の区間（一般国道493号）である。

## 概要
安倉（安倉交差点）で野根安倉道路と、柏木（柏木IC）で北川奈半利道路と接続する。安倉(北緯33度30分54秒 東経134度10分07秒 / 北緯33.515046度 東経134.168481度) - 和田(北緯33度29分20秒 東経134度04分57秒 / 北緯33.488970度 東経134.082633度)間の1工区は2021年度に事業化、地すべり災害関連事業として事業中だった小島トンネル約1kmが供用中、一部区間が拡幅・バイパス事業として事業中（供用中・事業中区間は一般道路）、和田 - 柏木(北緯33度27分37秒 東経134度03分26秒 / 北緯33.460225度 東経134.057216度)間の2-2工区4.0kmは延長2,230mの和田トンネルを含む一般道路として事業中である。2-2工区のうち和田側の和田トンネル区間2.7kmについて、2025年2月8日に開通した。

## 位置関係
- （徳島・阿南方面）- 海部野根道路 - 野根安倉道路 - 北川道路 - 北川奈半利道路 - （安芸・高知方面）